# 闇の土鬼
『闇の土鬼』（やみのどき）は、横山光輝による日本の漫画。『週刊少年マガジン』（講談社）1973年4月22日号から1974年3月31日号まで連載。

## 概要
裏の武芸を身につけた土鬼が、父の仇である血風党を追い、戦いを繰り広げる。暗殺集団・血風党を巡り、宮本武蔵や柳生十兵衛などの武芸者たちや、徳川家光の家臣団と権力争いを続ける徳川忠長など、実在した人物なども登場し、それぞれの思惑が入り混じる中で話が展開していく。
血風党の使う裏の武芸は、「忍（暗殺集団）の使う、秘された裏の武芸」としての側面が強く出されており、『仮面の忍者赤影』や『伊賀の影丸』の「忍術合戦」とは、異なる趣向で描かれている。
本作品以前に描かれた『暗殺道場』をモチーフにして再構成したと、横山がコメントしている。

## あらすじ
かつて徳川家康が密かに結成した、恐るべき暗殺部隊があった。彼らの名は血風党。それは暗殺や撹乱等、決して表に出ることはない歴史の裏側で暗躍する組織だった。徳川の世を作り上げた影の功労者であったが、戦国の世が終わった3代将軍家光の時代には活躍の場を失っており、いつしか自らの快楽のために殺人を繰り返す、殺人集団に成り下がっていた。
その有様に嫌気が差し、大谷主水は血風党を逃亡。旅の途中、実の親に間引きされかけていた、生後間もない赤ん坊を助ける。一晩生き埋めにされ、クワで右目をつぶされても生きている、人間離れした生命力を持つこの赤子に、大谷主水は「土鬼（どき）」と名づけ、我が子として育てる。
十数年後、成長した土鬼は、狂犬に襲われている子供を助けるために、密かに訓練させられていた裏の武芸を使ってしまう。それが原因で大谷主水は血風党の追っ手に発見され、殺されてしまう。土鬼は育ての父の恩に報いるために、血風党の長・無明斎（むみょうさい）を倒すことを心に誓い、ひとり旅立つ。
ようやく血風党との戦いの場を掴み、無明斎を眼前にしながらも、謎の持病（片腕の不定期な麻痺）により窮地に陥る。殺される寸前だった土鬼を救ったのは無明斎だった。直前の急使により、「幕府が無用となった血風党を、柳生一門に始末させる」ことが分かったからだ。滅びの宿命を悟った無明斎は、土鬼に血風党の武芸を伝承させることを思いつく。
無明斎は土鬼を許し、自分達が立てこもる血風城へ、後から来るように伝える。血風城がある山は、険しい山道と、一族最強の四天王が道を固めることにより、不落の要塞と化していた。四天王を倒し、城まで辿り着くことができれば、血風党の武芸を、土鬼に伝えることができる。血風党は滅びても、無明斎が研鑽し完成した武芸そのものは、土鬼によって後世に残るはず……。約束を果たすべく、土鬼は城へ向かう。柳生十兵衛と柳生一門は、血風党討伐の命を受け、無明斎を狙う。血風党は、自らの存在を賭け、迎え撃つ。そして無明斎は土鬼を待つ。それぞれの思惑を胸に、最後の戦いが始まろうとしていた。

## 登場人物
土鬼
本作の主人公。貧しい農民の子で、生まれてすぐに間引かれそうになったところを大谷主水に引き取られて、血風党が使う裏の武芸を仕込まれる。親が土鬼を殺そうとした際にふるったクワがあたったために右目は失明しており、その時の後遺症か時々左腕が動かなくなる。主水から継いだ裏の武芸を極めるため、無明斎を追う。
主に用いる武器は七節棍で、7つの短い棍が鎖でつながれ、節をのばせば自由自在に屈曲し、節を縮めれば1本の長い棍になる。また「霞のつぶて」と呼ばれる指弾に近い技でも相手を仕留める。
作品の終盤には四天王を全て倒し、無明斎から裏の武芸の真髄を伝授される。血風城の最期では無明斎の眼前で柳生十兵衛と決闘、これに勝利し、師となった無明斎に報いた。
大谷主水
血風党の脱党者。土鬼の育ての親。老人の変装をしているが実際には、まだそれほどの年齢ではない。土鬼の不注意で正体がばれたために、やむなく血風党の追っ手と戦う決意をする。土鬼の留守中に襲撃され、単身で果敢に立ちむかうが、最後の1人と相討ちになり、土鬼を逃がす。
稲妻
土鬼が飼っている鷹。
徳川忠長
3代将軍・徳川家光の弟。駿河大納言。
宮本武蔵
60いくたびかの決闘で1度もやぶれたことのないという武芸者。気紛れから少年時代の土鬼と対決して追いつめるも、自分と同じ性質を見抜き留まる。
松平伊豆守
家光の側近。老中。
柳生十兵衛
隻眼の剣士。柳生新陰流の使い手。血風党抹殺部隊の指揮を執る。初対面の土鬼に対して、武芸者としての才能を「今なら斬れるが二年後にはわからぬ」「生まれついての兵法者」と評する。
霧兵衛
伊賀者で幕府の隠密。霧に紛れた隠密を得意とする。他の伊賀者と違い土鬼を気に入り助ける。
月鬼
催眠術の使い手。得意の催眠で無明斎に挑むも逆催眠に掛けられ破れる。
火鬼
火遁の使い手。仲間を斬った土鬼を快く思わず隙あらば葬ろうする。
水鬼
水遁の使い手。水中で相手に絡みつく糸を操る水藻の術の使い手。
無明斎
血風党の長。作品の中盤までは土鬼を狩らんとするかたわら、血風党を残すために徳川忠長を利用するなど、奔走した。しかし、忠長の失脚により血風党の滅亡を悟り、自らが編み出した裏の武芸を土鬼に伝えた。
岸部左門
血風党最強の四天王の1人。変幻自在の多條鞭の使い手。土鬼に最初に倒された。
小源太
血風党最強の四天王の1人。仕込み槍の使い手。
鉄牛
血風党最強の四天王の1人。棘つきの双條鞭の使い手。
才蔵
血風党最強の四天王の1人。銀線と含み針の使い手。

## 登場する武器
土鬼の使用する七節棍を初めとする奇怪な武器が登場する。血風党は刀も使うが、本来暗殺集団であったため、暗殺向けの武器を得意としたためと思われる。武器の中には、実在したものもあるが、横山が創案したものが多いと見られている。以下に主な武器名と用途を記す。
- 霞（かすみ）のつぶて：指弾と同様に、小石を指先で強烈にはじき、敵の身体にめり込ませて敵を殺傷する。
- 仕込み傘（しこみがさ）：開いた傘の奥から相手の心臓に針を突き刺す。
- 輪（りん）：圈に似た輪投げのような形をした円形の刃物。単体で回転させながら敵に投げつける。また、細綱をつないで投擲後に回収することもできる。
- 梅吒（ばいた）：毒の爪の付いた金物を長い細綱で投げつけ、敵を殺傷する。金物の形が梅の花に似ている。
- 飛抓（ひこ）：3本の強力なカギ爪の付いた金具を長い細綱で投げつけ、敵を殺傷する。熊の爪より威力があるという。
- 爪（つめ）：手にはめて3本の金属の強力な爪で敵を攻撃する。形状は手甲鉤と同じである。
- 銀線（ぎんせん）：髪のような細い鉄線。投げつけて相手を切る。複数張り巡らして敵の動きを封じることも出来る。
- 銀網（ぎんもう）：髪のような細い鉄線の網。蜘蛛の巣のように敵を捕らえる。
- 双條鞭（そうじょうべん）：両手で1本ずつ鞭を使う。鞭に無数の突起のついた物もある。
- 多條鞭（たじょうべん）：1つの鞭が、1本と4本に自在に変化する。

## 刊行書籍
講談社漫画文庫版
- 闇の土鬼 上 横山光輝時代傑作選 ISBN 4-06-260752-2
- 闇の土鬼 中 横山光輝時代傑作選 ISBN 4-06-260753-0
- 闇の土鬼 下 横山光輝時代傑作選 ISBN 4-06-260754-9

小学館クリエイティブ版
- 闇の土鬼 完全版 上 ISBN　978-4-7780-3272-2
- 闇の土鬼 完全版 中 ISBN　978-4-7780-3273-9
- 闇の土鬼 完全版 下 ISBN　978-4-7780-3274-6

## 関連作品
- ジャイアントロボ THE ANIMATION -地球が静止する日 - 「直系の怒鬼」という名で登場。血風党を配下に持つ。